# Артроцентеза
Артроцентеза или аспирација зглоба, је минимално инвазивна дијагностичка или терапијска медицинска процедура која се изводи у неким случајевима, дијагностике и лечења мишићно-скелетних стања. Поступак подразумева коришћење шприца за сакупљање синовијалне течности или убризгавање лека у зглобну капсулу. 
Лабораторијска анализа синовијалне течности може додатно помоћи у дијагностици оболелог зглоба и диференцијалној дијагностици стања попут гихта, артритиса и синовијалних инфекција као што је нпр. септички артритис или кристалне артропатије.

## Опште информације
Артроцентеза је релативно брза и јефтина процедура, коју може да се уради у амбулантним или болничким условима. Артроцентезу може да уради било који лекар, лекарски помоћник или медицинска сестра у напредној лекарској пракси који има одговарајућу обуку и опрему. Иницијална анализа течности добијене аспирацијом може се обавити у ординацији уз употребу поларизованог светлосног микроскопа.
Узорци синовијалне течности добијене артроцентезом могу се анализирати на груби изглед, присуство кристала, број белих крвних зрнаца са диференцијалом, број црвених крвних зрнаца и бактеријску културу. 
Нормална синовијална течност не би требало да има присутне ћелије или кристале и требало би да изгледа безбојно и бистро.

## Индикације

### Дијагностичке индикације
Дијагностичке индикације за артроцентезу укључују следеће:
- Евалуација моноартикуларног артритиса.
- Процена сумње на септички артритис.
- Евалуација зглобног излива
- Идентификација интраартикуларног прелома
- Идентификација кристалне артропатије.

Аспирацију зглоба треба размотрити за сваког пацијента са запаљеним зглобом или зглобовима који немају утврђену дијагнозу. Упаљени зглобови се препознају по томе што су црвени, топли, осетљиви, натечени и болни при савијању.
Зглоб који се манифестује као акутни моноартритис увек треба аспирирати ако се сумња на инфекцију након клиничке процене. 
Пацијенти са већ постојећим артритисом (нпр реуматоидни артритис или гихт ) имају повећан ризик од развоја септичког артритиса . Због тога се аспирација мора извршити кад год постоји сумња на инфицирани зглоб код пацијената са познатим артритисом.
Према смерницама Америчког друштва за инфективне болести (ИДСА) о управљању инфекцијом протетског зглоба (ПЈИ), дијагностичка артроцентеза треба да се уради код сваке сумње на акутни ПЈИ, осим ако је дијагноза клинички очигледна, ако је планирана операција, а антибиотици се могу безбедно обуставити пре операције.
Такође се саветује код пацијената са хроничном болном протезом који имају необјашњива повећања брзине седиментације еритроцита или нивоа Ц-реактивног протеина или код којих се клинички сумња на ПЈИ (иако то можда није неопходно у свим случајевима). У овом окружењу, анализа синовијалне течности треба да укључи укупан број ћелија и диференцијални број леукоцита, као и културу на аеробне и анаеробне организме.  Анализа кристала се такође може урадити ако је клинички индикована.
Поновљена аспирација може бити оправдана код пацијената са заменом зглоба са супротним клиничким подацима и претходном историјом ПЈИ, са сумњом на нежељену реакцију локалног ткива или са високом клиничком сумњом на инфекцију.

### Терапеутске индикације
Терапеутске индикације укључују следеће:
- Ублажавање бола аспирационим изливом (укључујући хемартрозу)
- Убризгавање лекова (нпр кортикостероида, антибиотика, анестетика).[9]
- Одводњавање септичког излива.[10]

Поновљене аспирације могу бити саставни део лечења септичког зглоба како би се ублажила нелагодност и спречило оштећење зглоба. 
Аспирација се може размотрити у случајевима хемартрозе да би се спречиле адхезије (прираслице). 
Аспирација се може извршити непосредно пре убризгавања интраартикуларних лекова као што су кортикостероиди да би се побољшала њихова ефикасност.

### Техничка разматрања
Сваки зглоб се може аспирирати; међутим, неке аспирације зглобова захтевају коришћење ултразвучног или флуороскопског навођења.
Ултрасонографија омогућава клиничару да потврди присуство течности пре аспирације. Такође може бити од помоћи при аспирацији дубоких или технички тешких зглобова. Зглоб кука треба аспирирати под ултразвучним надзором. Зглобове кичме, укључујући сакроилијакални зглоб, треба аспирирати под флуороскопским надзором. 
Визуелно контролисана аспирацију се такође препоручује када се  слепим покушаји није  успео  приступе било којој зглобној течности.

## Контраиндикације
Нису препознате строге контраиндикације за артроцентезу; међутим, саветује се опрез у одређеним ситуацијама. Релативне контраиндикације укључују следеће:
- Сумња на септички зглоб - у овом случају не постоје контраиндикације
- Целулитис који прекрива зглоб
- Лезија коже или дерматитис који прекрива зглоб
- Позната бактеријемија
- Суседни остеомијелитис
- Неконтролисана коагулопатија
- Зглобна протеза

Иглу не треба провлачити кроз подручје инфекције (нпр  целулитис који се налази изнад) пре него што уђе у зглоб, јер може доћи до инфекције засијавањем у зглобну капсулу.
Пацијенти који су на антикоагулатима или имају дијатезу крварења (нпр  хемофилију или тромбоцитопенију) имају повећан ризик од хемартрозе. Препоручено је да када је то могуће, аспирацију треба одложити док се коагулопатија не стабилизује, а када одлагање није могуће, лекар треба да буде спреман да лечи крварење (нпр одговарајућим концентратима фактора код пацијената са хемофилијом). Међутим, неке студије су откриле да је артроцентеза безбедна код пацијената који примају антикоагулансну терапију.
Када је неопходна аспирација вештачких зглобова, то углавном обавља ортопедски хирург.
Када је клиничка потреба за аспирацијом зглоба присутна код пацијента са прикривеном инфекцијом или коагулопатијом, лекар мора да одмери ризике и користи од аспирације у својој одлуци да ли да настави са артроцентезом.

## Опрема
| Опрема                     | Опис |
| -------------------------- | --- |
| Лична заштитна опрема      | - Рукавице - Штитник за лице (опционо) |
| Опрема за анестезију       | - 1% раствор лидокаина - игла 25 или 27 |
| Материјали за дезинфекцију | - Раствор повидон-јода или хлорхексидин - Алкохолне марамице |
| Материјали за аспирацију   | - 1,5-ин. (3,8 цм) игла од 21 до 18 за велике зглобове (нпр колено, скочни зглоб или раме) - 1-ин. (2,5 цм) игла 21 за средње зглобове (нпр ручни зглоб) - 1-ин. (2,5 цм) игла 25 за мале зглобове (нпр метакарпофалангеалне или метатарзофалангеалне зглобове) - Дуже игле ако су потребне за дубоке зглобове или веома гојазне пацијенте - Шприц од 3, 10 или 20 мл, у зависности од зглоба и величине излива - Фластер - Стерилна газа - Хепаринизоване (зелени врх) епрувете и стерилне боце за културу (опционо) |

## Припрема пацијента
Анестезија
Пацијентима који су узнемирени, имају јак бол или не могу да сарађују са испитивачем може им се пре процедура дати седација и/или аналгезија.
Примена локалних анестетиак је оправдана. Након припреме коже антисептиком, мапирања и идентификације места убода игле, уз примену игле  25 или 27  убризгава се 2-5 мЛ локалног анестетика (нпр лидокаин 1%) у поткожно ткиво.
Дубоке ињекције које би могле врхом ући у зглобни простор се не препоручују, јер могу променити резултате анализе синовијалне течности.
Позиционирање пацијента
Пацијента треба поставити или у седећи или лежећи положај на лежај или носила, са коленом савијеним под углом од 90º, ногом да виси са стране носила или савијеној са петом наслоњеном належај, или у неки други положај у зависности од врсте зглоба који се аспирира

## Приступи специфичним зглобовима
| Зглоб                      | Приступ |
| -------------------------- | --- |
| Колено                     | - Колено треба да буде потпуно испружено или само благо савијено до 15°. - Игла се држи окомито на ногу и убацује се медијално испод пателе на приближно позицији од 2 до 3 сата. - Бочни приступ се такође користи у неким случајевима (положај од 9 до 10 сати) - Препателарна кеса се може испразнити благим притиском и стискањем меких ткива, почевши од средине бутине и померањем руке према патели како би се течност померила ка аспирационој игли. - Техника савијеног колена може се сматрати алтернативом за одређене пацијенте, као што су они који су у инвалидским колицима, имају контрактуре флексије, не могу да леже на леђима или на други начин не могу да испруже колено. |
| Рамени зглоб               | - Са пацијентом у седећем положају, рука се удобно држи на пацијентовој страни и ротира споља. Коракоид се палпира и игла се убоде приближно 1,5 ин. (~4 цм) бочно и 1,5 ин. (~4 цм) доле. - Алтернативно, рамену се може приступити са задње стране убацивањем игле испод акромиона. |
| Ручни зглоб                | - Зглоб се држи у правој линији са подлактицом. - Дорзално се палпира рупица преко радиокарпалног зглоба, која представља улазну тачку за иглу. - Игла се држи окомито на подлактицу и убацује се дорзално. |
| Лакатни зглоб              | - Лакат се држи у флексији од 90°. - Палпирају се олекранонски процес, латерални епикондил и радијална глава. - Игла се затим убацује бочно у троугао који формирају ове три структуре. |
| Скочни зглоб               | - Глежањ се држи под углом од 90° или благо плантарно савијен. - Дивот се палпира медијално у односу на предњи тибиалис, који обезбеђује место за уметање игле. - Игла се убацује кроз предњи приступ. - Алтернативно, зглобу се може приступити антериорно преко палпираног простора између латералног маллеола и минималног екстензора дигити |
| Метакарпофалангеални зглоб | - Прст се држи благо савијен. - Игла се убацује дорзално и медијално или бочно у односу на тетиве екстензора. |
| Метатарзофалангеални зглоб | - Ножни прст се држи благо савијен. - Игла се убацује дорзално и медијално или бочно у односу на тетиве екстензора. |

## Анализа синовијалне течности

### Визуелни преглед синовијалне течности
Након аспирације синовијалне течности из зглоба, важно је обратити пажњу на изглед течности.
- Нормална течност је бистра до светло жута и вискозна.

- Инфламаторна течност је тамније жуте до мутне по изгледу и губи вискозност.

- Гнојна течност је боје кафе до беличаста и непрозирна.

### Микроскопски преглед синовијалне течности
Мала количина зглобне течности може се ставити на микроскопско стакло, прекрити покровним стаклом, а затим одмах погледати поларизованим светлосним микроскопом.

### Остали прегледи синовијалне течности
Преостала синовијална течност се може послати у лабораторију на даљу анализу. Типични налози треба да укључују_
- број ћелија,

- бојење по Граму,

- култура течности и

- анализа кристала.

Већина комерцијалних лабораторија обавља ове тестове на епрувети са зеленим врхом (хепаринизованом). 
Ако је присутно више течности или ако је септички артритис водећи диференцијал, треба користити стерилну боцу за културу, какоби се у тим случајевима могла урадити култура микобактерија или култура гљивица.